# Scheenstia
Scheenstia è un genere estinto di pesci ossei, appartenenti ai lepisosteiformi. Visse tra il Giurassico superiore e il Cretaceo inferiore (circa 150 - 125 milioni di anni fa) e i suoi resti fossili sono stati ritrovati in Europa.

## Descrizione
Questo pesce era di grandi dimensioni, e molto spesso la lunghezza complessiva superava il metro. Il corpo era eccezionalmente robusto, dal profilo ovale e allungato, e la testa era massiccia e fornita di numerosi denti tondeggianti e robusti. In generale, la forma del corpo ricordava molto quella dell'affine Lepidotes, un pesce fossile ben conosciuto, ma Scheenstia se ne differenziava per alcune caratteristiche. Tra queste, la presenza di denti estremamente robusti e dall'ampia superficie triturante, un forte processo anteroventrale dell'osso post-temporale, la presenza di un canale sensoriale orbitale, e la presenza di tre o più paia di ossa extrascapolari. 

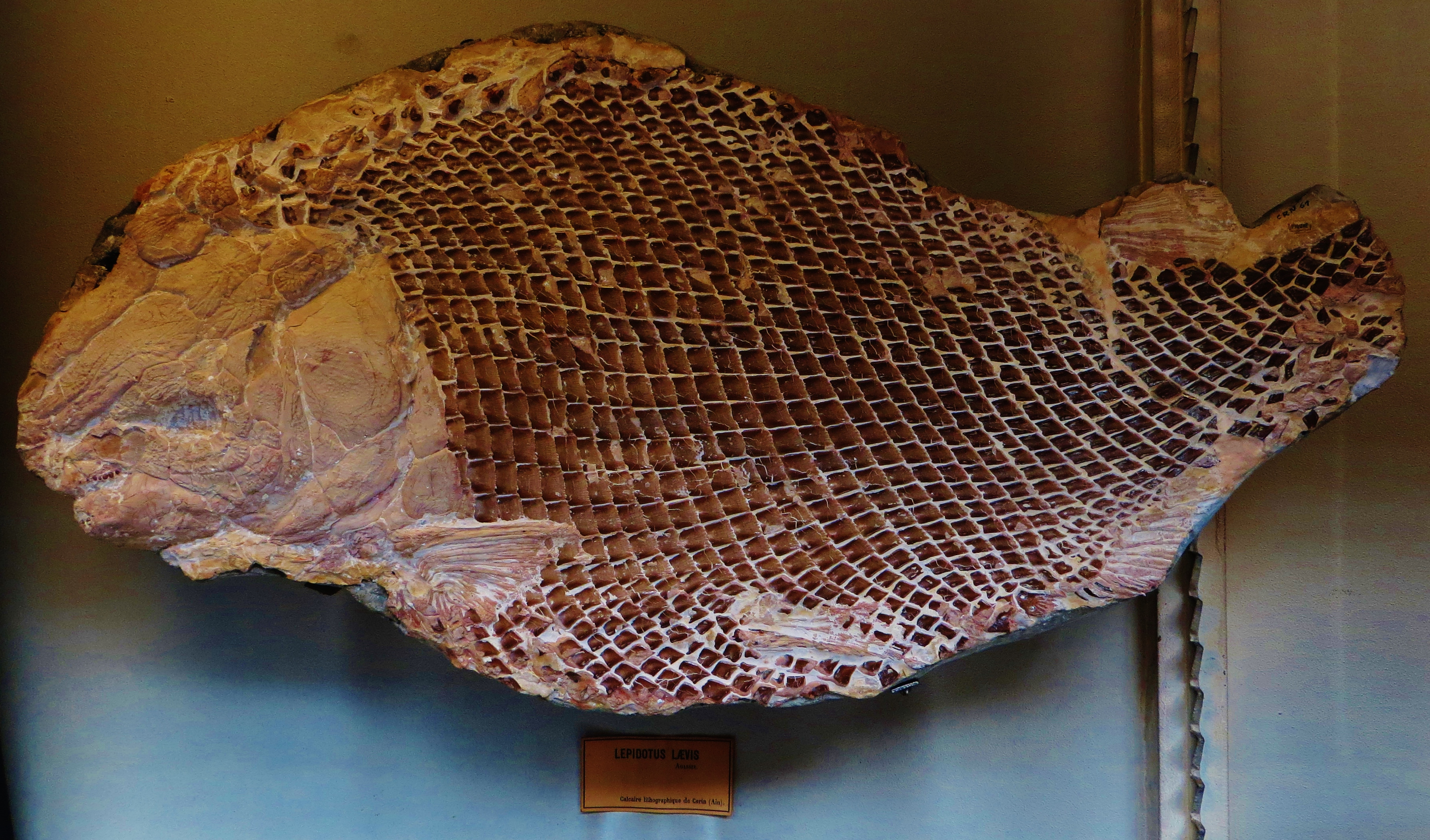
Scheenstia laevis proveniente da Cerin

## Classificazione
Benché i fossili di questo pesce fossero stati descritti per la prima volta da Louis Agassiz nella sua opera Recherches sur les poissons fossiles già nel 1833, il genere Scheenstia venne istituito solo nel 2011; fino ad allora, infatti, le numerose specie rinvenute erano state attribuite al ben noto genere Lepidotes, che per lungo tempo venne utilizzato come una sorta di "cestino dei rifiuti" per numerosissime specie di pesci dalle scaglie ganoidi. 

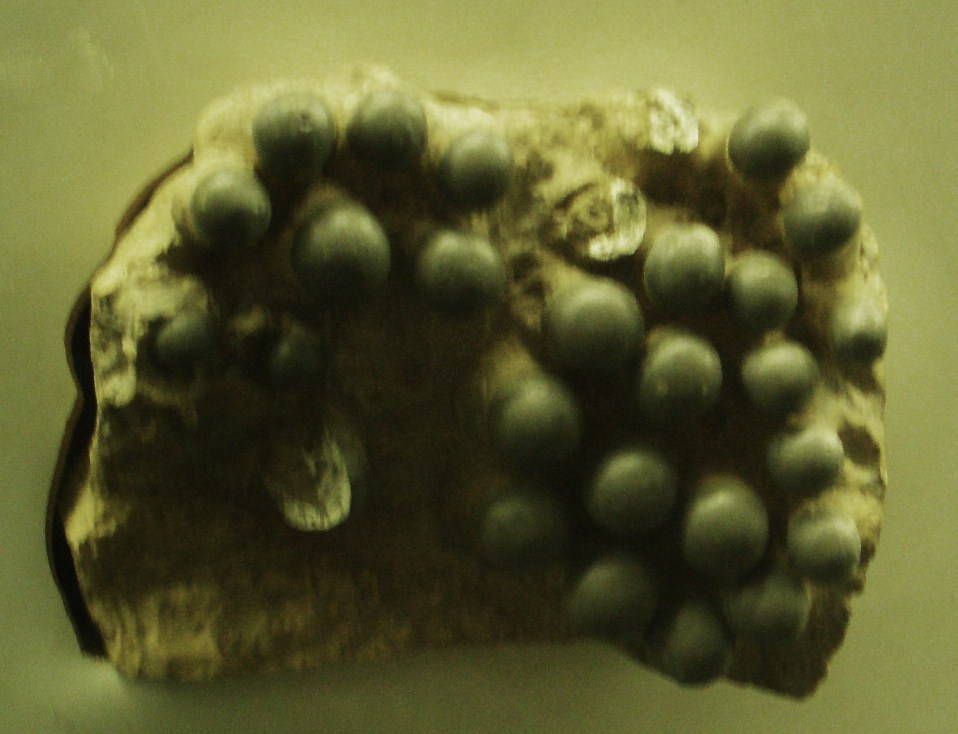
Denti di Scheenstia maxima

La specie tipo è Scheenstia zappi, descritta nel 2011 sulla base di fossili ritrovati in terreni del Kimmeridgiano nei pressi di Schamhaupten (Germania), ma al genere Scheenstia sono state ascritte anche le specie S. mantelli (Cretaceo inferiore dell'Inghilterra e del Belgio), S. laevis (Kimmeridgiano di Cerin, Francia), S. maxima (Titoniano di Eichstaett e Solnhofen, Germania), S. decorata (Titoniano di Solnhofen), S. degenhardti e S. hauchecornei (Cretaceo inferiore della Germania). 

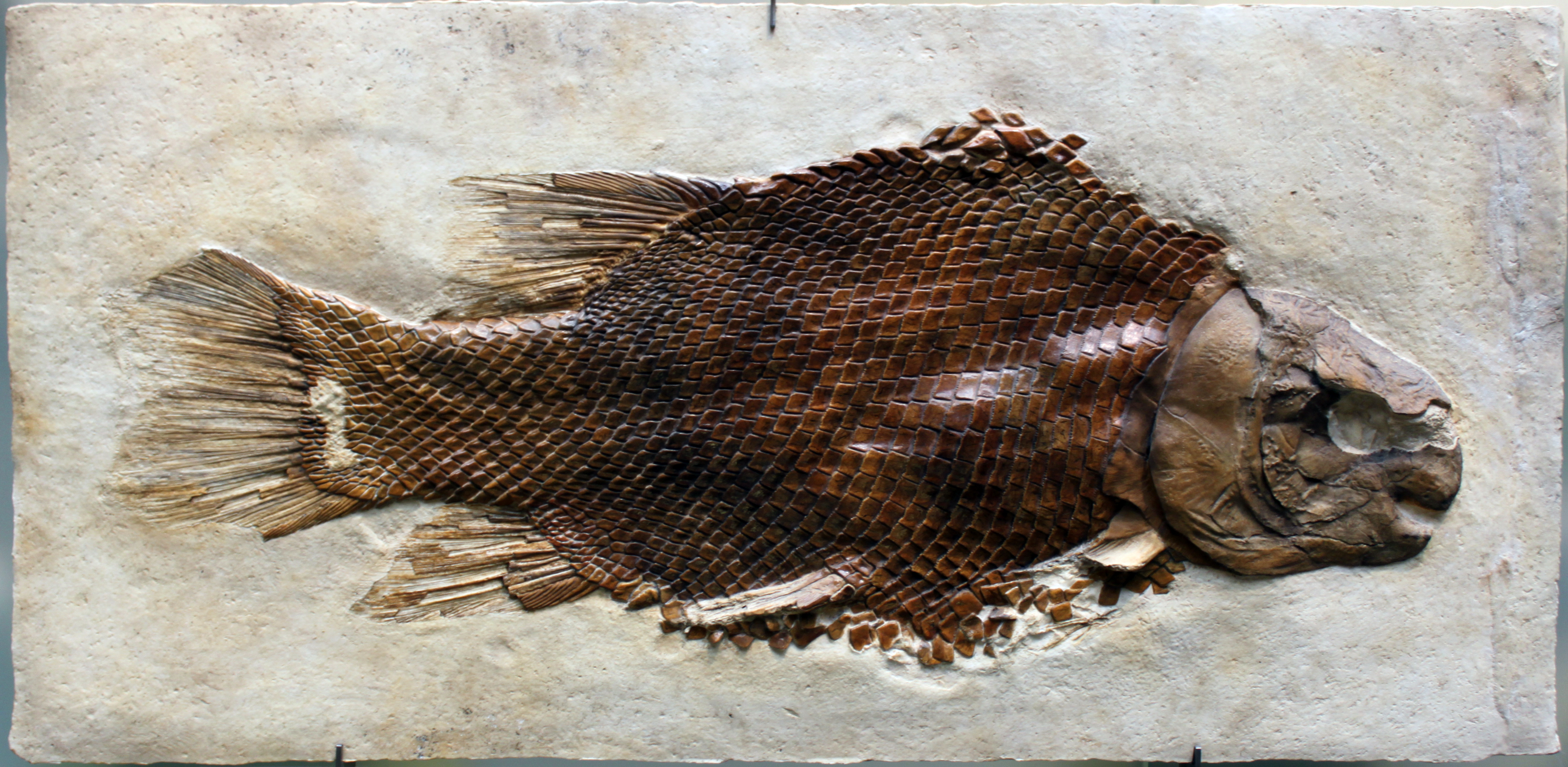
Fossile di Scheenstia maxima

Scheenstia è considerato il sister taxon del genere Lepidotes, ma è caratterizzato dalla forma più robusta, dalle dimensioni maggiori e soprattutto dalla particolare dentatura atta a triturare. Entrambi questi pesci sono considerati esponenti dei Ginglymodi, un gruppo di pesci dalle scaglie ganoidi attualmente ancora rappresentati dai lepisostei americani (Lepisosteus e Atractosteus). 

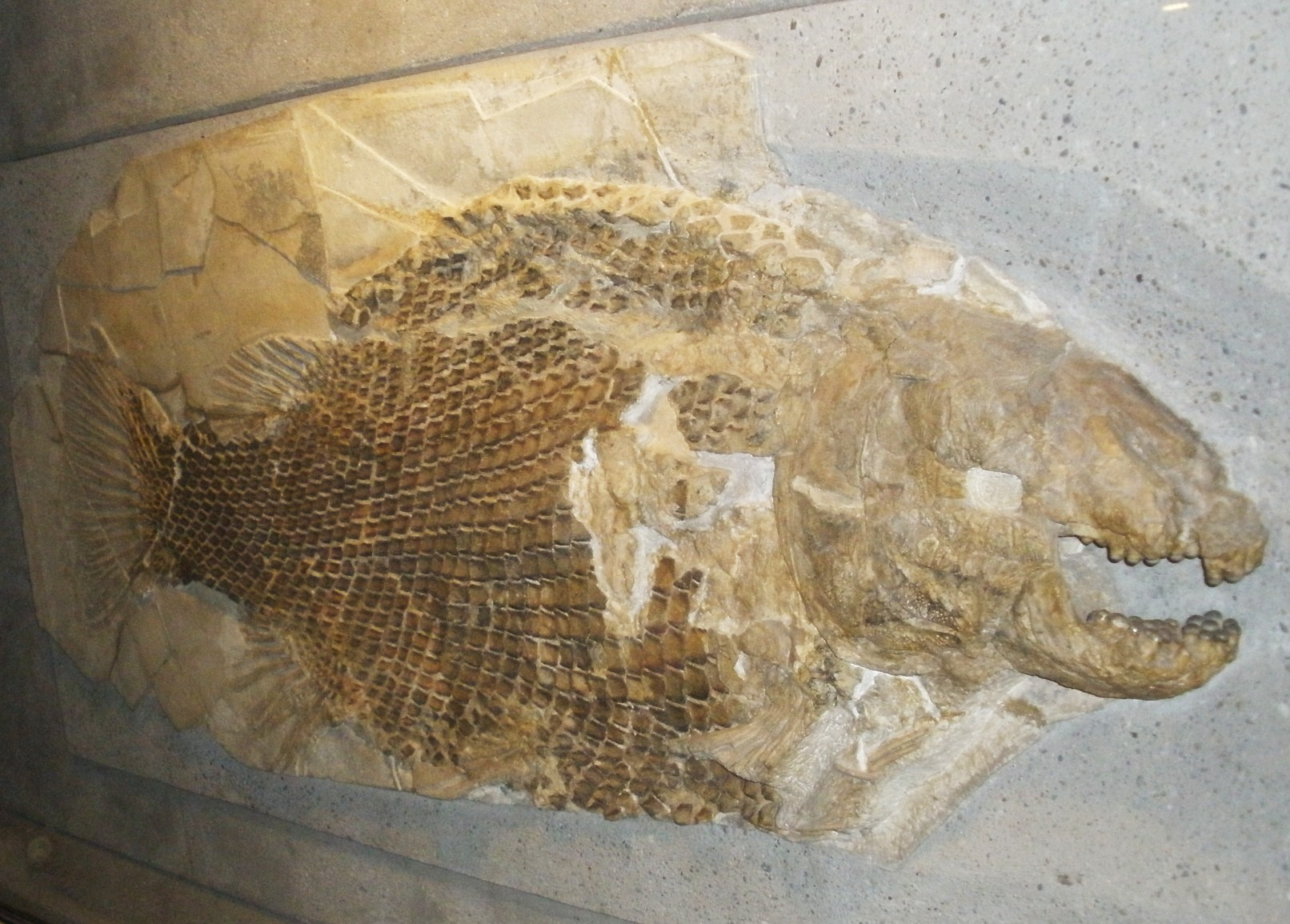
Fossile di Scheenstia maxima

## Paleobiologia
Scheenstia doveva essere un abitatore delle lagune costiere e dei mari poco profondi tipici dell'Europa occidentale del Giurassico superiore e del Cretaceo inferiore.